# Alessandro Proni
Alessandro Proni (Roma, 28 dicembre 1982) è un ex ciclista su strada italiano, professionista dal 2007 al 2013.

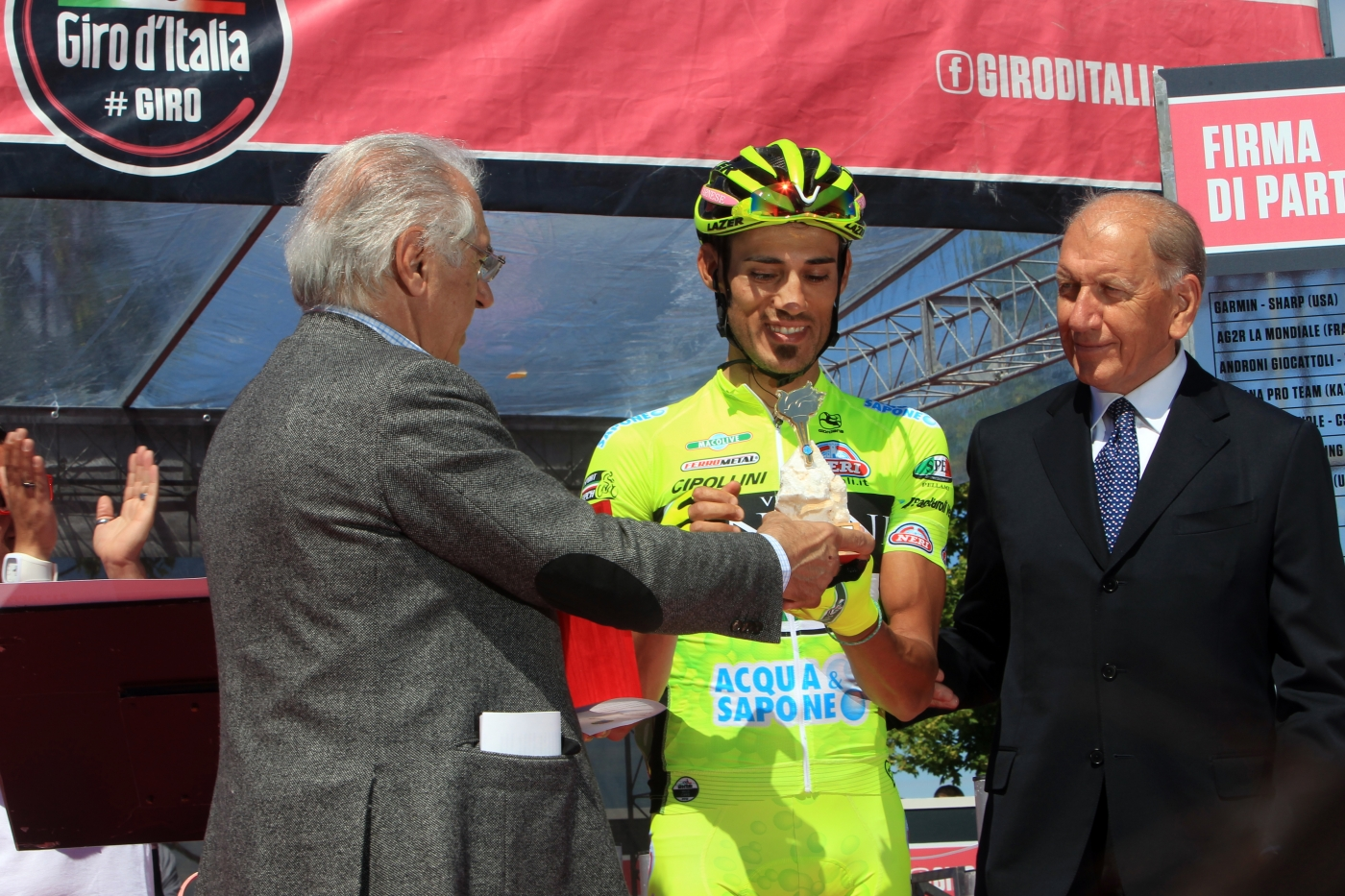
Alessandro Proni durante una premiazione al Giro d'Italia 2013 insieme a Vittorio Adorni

Figlio di Umberto Proni, ciclista dilettante vincitore di numerose gare a cavallo degli anni 60-80, è sposato con Luana Bastianelli, sorella di Marta Bastianelli, e ha due figlie, Rebecca e Ludovica.

## Carriera
Divenuto professionista nel 2007 con la Quick Step, ha conquistato nello stesso anno una vittoria di tappa al Giro di Svizzera. Nella stagione 2009 ha vestito i colori della ISD di Luca Scinto, classificandosi quarto al Giro del Veneto e ottavo alla Coppa Bernocchi; l'ultima sua corsa è stata in ottobre, alla Japan Cup.
Rimasto senza squadra, nel febbraio 2010 si sottopone ad un intervento chirurgico per donare midollo osseo alla sorella Debora, 42 anni, malata di leucemia mieloide acuta. Ritorna alle gare nell'agosto seguente dopo aver trovato l'accordo con l'Acqua & Sapone di Palmiro Masciarelli: il contratto è valido fino alla fine del 2011.
Nel luglio 2012 ritorna alla Farnese Vini-Selle Italia di Luca Scinto, venendo confermato per la stagione 2013, ma non per il 2014. Dopo il ritiro dalle corse si occupa di biomeccanica applicata al ciclismo e allenamenti personalizzati per atleti professionisti ed amatori.

## Palmarès
- 2004 (Dilettanti Elite/Under-23, Monsummanese-Calzaturificio Natalini-Gruppo Praga)

2ª tappa Giro della Toscana Under-23
- 2006 (Dilettanti Elite/Under-23, Finauto-D'Etoffe-Zoccorinese, undici vittorie)

Gran Premio Eurocar Citroën
Gran Premio Artigiani e Commercianti La Capannina
Gran Premio Artigiani Sediai e Mobilieri di Grosso
Coppa Caduti di Reda
Coppa Fiera di Mercatale
Trofeo Tempestini - Ledo
Giro delle Due Province
Trofeo Società Ciclistica Corsanico
Trofeo Nesti & Nelli
Firenze-Viareggio
Gran Premio Neri Sottoli
- 2007 (Quick Step, una vittoria)

2ª tappa Tour de Suisse (Brunnen > Nauders)

### Altri successi
- 2009 (ISD)

1ª tappa, 2ª semitappa Settimana Internazionale di Coppi e Bartali (Riccione > Misano Adriatico, cronosquadre)

## Piazzamenti

### Grandi Giri
- Giro d'Italia

2013: 88º

### Classiche monumento
- Milano-Sanremo

2013: 95º
- Giro di Lombardia

2012: ritirato